# Margarella antarctica
Margarella antarctica is een slakkensoort uit de familie van de Calliostomatidae. De wetenschappelijke naam van de soort is voor het eerst geldig gepubliceerd in 1905 door Lamy.